# Яків Ігнятович
Яків Ігнятович (серб. Јаков Игњатовић; *8 грудня 1822 —†5 липня 1889) — сербський письменник-романист.

## Життєпис
Походив з родини торговців. Народився 1822 року у м. Сентендре (сучасна медьє Пешт, Угорщина). Закінчив початкову школу у рідному місті. Потім навчався у містах Вац, Естерґом. Поступив на юридичний факультет університету у Пешті. Проте згодом вимушений був його залишити, вирішивши стати військовим. Ігнятович записався до гусарського полку.
Під час проходження військової служби зумів завершити навчання з правництва у м. Кечкемет. Після чого пішов у відставку, влаштувавшись адвокатом. В цей час почав займатися літературною діяльністю.
Під час угорської революції 1848 року підтримав повстанців. В результаті поразки останніх Ігнятович вимушений був у 1849 році тікати за кордон. Оселився у Белграді (Сербське князівство), де працював журналістом до 1850 року.
Слідом за цим до 1854 року подорожував Європою. У 1854—1856 роках видавав «Літопис Матиці сербської» — видання просвітницького товариства Матиця сербська. Згодом перебирається до Воєводини, де спочатку мешкав у Сремські-Карловці. Деякий час Ігнятович працював у м. Нові Сад.
З 1863 до 1879 року у м. Даля (сучасна Осієцько-Баранська жупанія, Хорватія) працював адвокатом і співробітником патріарших садиб Верхньої митрополії. В наступні роки стає активним членом Національної партії, що об'єднувала сербів Угорщини. Ігнятович виступав за тісний союз між угорцями та сербами проти політики австрійського уряду. В подальшому це призвело до погіршення стосунків між Ігнятовичем та представниками сербської громади Воєводини.
У 1888 році його обирають членом-кореспондентом Сербської королівської академії. Помер Ігнятович у м. Нові Сад в 1889 році.

## Творчість
Першим великим твором Ігнятовича був історичний роман «Джордже Бранкович», що був написаний 1859 року. У цьому романі, а також повістях «Кров за рід» (1862 рік), «Манзор і Джемі» (1860 рік), написаних в романтичному дусі, зображена боротьба сербів і угорців проти Османської імперії.
Роман Ігнятовича «Мілан Наранджіч» (1860—1863 роки) був присвячений життю сучасної йому Воєводини. Він знаменував перехід письменника до реалізму.
Ігнятович став одним із фундаторів реалістичного напрямку в сербській літературі. В романах «Дивний світ» (1869 рік), «Васа Решпект» (1875 рік), «Вічний жених» (1878 рік), «Страждальниця» (1888 рік) письменник відтворював картину воєводинського суспільства у період зникнення патріархальних підвалин, малює образи буржуазії, захищає патріархальні відносини.
У романі «Старі і нові майстри» 1883 року, ідеалізуючи старі «добрі» часи — епоху феодально-цехових ремесел, Ігнятович різко критикує нові соціалістичні віяння.

## Стиль
Увага до соціальних аспектів сучасності (в тому числі до важкого становища села, селянства), гострота соціальних характеристик героїв, схильність до поетизації повсякденного, гумор поєднуються в манері Ігнятовича з деякою заданістю, статичністю характеристик персонажів, з тяжінням письменника до авантюрно-гумористичної стихії оповідання.
Ігнятович писав дещо архаїчною мовою сербських містян, що розвивалася в угорському оточенні і не мала безпосереднього виходу до витоків народного мовлення. Це стало однією з обставин, що трохи знівелювали значимість реалістичних починань Ігнятовича в сучасному йому літературному процесі.